# Danthonia intermedia
Danthonia intermedia là một loài thực vật có hoa trong họ Hòa thảo. Loài này được Vasey mô tả khoa học đầu tiên năm 1883.